# Cinépolis Chile
Cinépolis Chile es la filial chilena de la empresa mexicana Cinépolis. Opera 180 salas de cine, distribuidas en 32 complejos, en las ciudades de Santiago, Calama, Antofagasta, Coquimbo, Ovalle, Valparaíso, Quillota, Melipilla, San Fernando, Talca, Chillán, Los Ángeles, Temuco, Puerto Montt y Castro.

## Historia
La primera sala de Cine Hoyts SpA en Chile fue inaugurada el viernes 11 de julio de 1997 por la cadena australiana Hoyts, con el complejo de 4 salas ubicado en Huérfanos, donde anteriormente se ubicaba el Cine Rex.
Por otro lado, CineMundo, de propiedad de la productora Chilefilms, nace en julio de 2002, al inaugurar su primer complejo en Antofagasta, que incluía 6 salas y capacidad para 1300 personas. El mismo año, pero en diciembre, inaugura un segundo complejo, esta vez en la ciudad de Puerto Montt, con capacidad para 1400 personas y cinco salas, en el Mall Paseo Costanera. En 2003 CineMundo la cadena continúa su expansión, inaugurando complejos en Calama, Talca, Temuco y Los Ángeles. Fiel a su plan de expansión, en 2006 abre un nuevo complejo en Antofagasta y en Chillán, además de iniciar sus operaciones en la Región Metropolitana con CineMundo los Trapenses. La cadena abre dos nuevos cines en Santiago durante el año 2008, en el Mall Plaza Alameda y en el Mall Paseo San Bernardo. En 2009 abre CineMundo Paseo los Domínicos. Con la popularidad del cine RealD 3D, durante el año 2010 comienza a equipar sus salas con esta tecnología.
En 2010 Cine Hoyts compra los complejos de Showcase Cinemas en Mall Arauco Maipú y Mall Parque Arauco. A fines de ese mismo año cierra su primer local del Cine Rex.
En noviembre de 2011 Chilefilms, dueña de CineMundo compra Hoyts cinema Chile S.A. convirtiéndose así en el principal actor del mercado chileno con una participación de un 47%, superando a Cinemark con un 39,2% y Cineplanet con un 8,95%. La compra contemplaba además la opción de explotar la marca dentro de la región, en países como Colombia, Perú, Brasil y Uruguay.
En 2013, CineMundo Antofagasta Líder, CineMundo Antofagasta Plaza, CineMundo Calama y CineMundo Los Trapenses pasan a llamarse Cine Hoyts. En 2013 abrió la primera sala 4DX en el Cine Hoyts La Reina. 
El 6 de enero de 2015 Cine Hoyts Chile fue vendido a la mexicana Cinépolis, como parte del segmento Región Andina: Chile, Colombia y Perú. El Hoyts Group australiano fue adquirido por el Wanda Group chino, en Uruguay por Life Cinemas y en Argentina por Cinemark (llamada Cinemark Hoyts). El 2 de mayo de 2015, se abre la primera sala IMAX del país en Mallplaza Egaña.
A finales de 2018 fue inaugurado el primer complejo cinematográfico en el Archipiélago de Chiloé, ubicado en el Mall Paseo Chiloé de Castro, con capacidad para 377 personas y tres salas.
En agosto de 2019 Cine Hoyts Paseo San Agustín cerró sus puertas tras 22 años.
Entre 2020 y 2021, Cine Hoyts pasa a llamarse Cinépolis, comenzando con Cinépolis La Reina, Cinépolis Mallplaza Egaña, Cinépolis Mallplaza Los Dominicos, Cinépolis Paseo Los Trapenses y Cinépolis Casacostanera.
El 19 de octubre de 2022, Cine Hoyts Valparaíso cerró sus puertas tras 24 años de funcionamiento.

## Cines
|    | Ciudad       | Número de Salas |
| -- | ------------ | --------------- |
| 1  | Santiago     | 101             |
| 2  | Antofagasta  | 12              |
| 3  | Coquimbo     | 8               |
| 4  | Calama       | 6               |
| 5  | Los Ángeles  | 6               |
| 6  | Talca        | 6               |
| 7  | Puerto Montt | 10              |
| 8  | Temuco       | 5               |
| 9  | Chillán      | 4               |
| 10 | San Fernando | 5               |
| 11 | Melipilla    | 3               |
| 12 | Ovalle       | 3               |
| 13 | Quillota     | 5               |
| 14 | Castro       | 3               |
|    | Total        | 177             |